# Маркиз де Эльче

Герб муниципалитета Эльче, провинция Аликанте, автономное сообщество Валенсия.

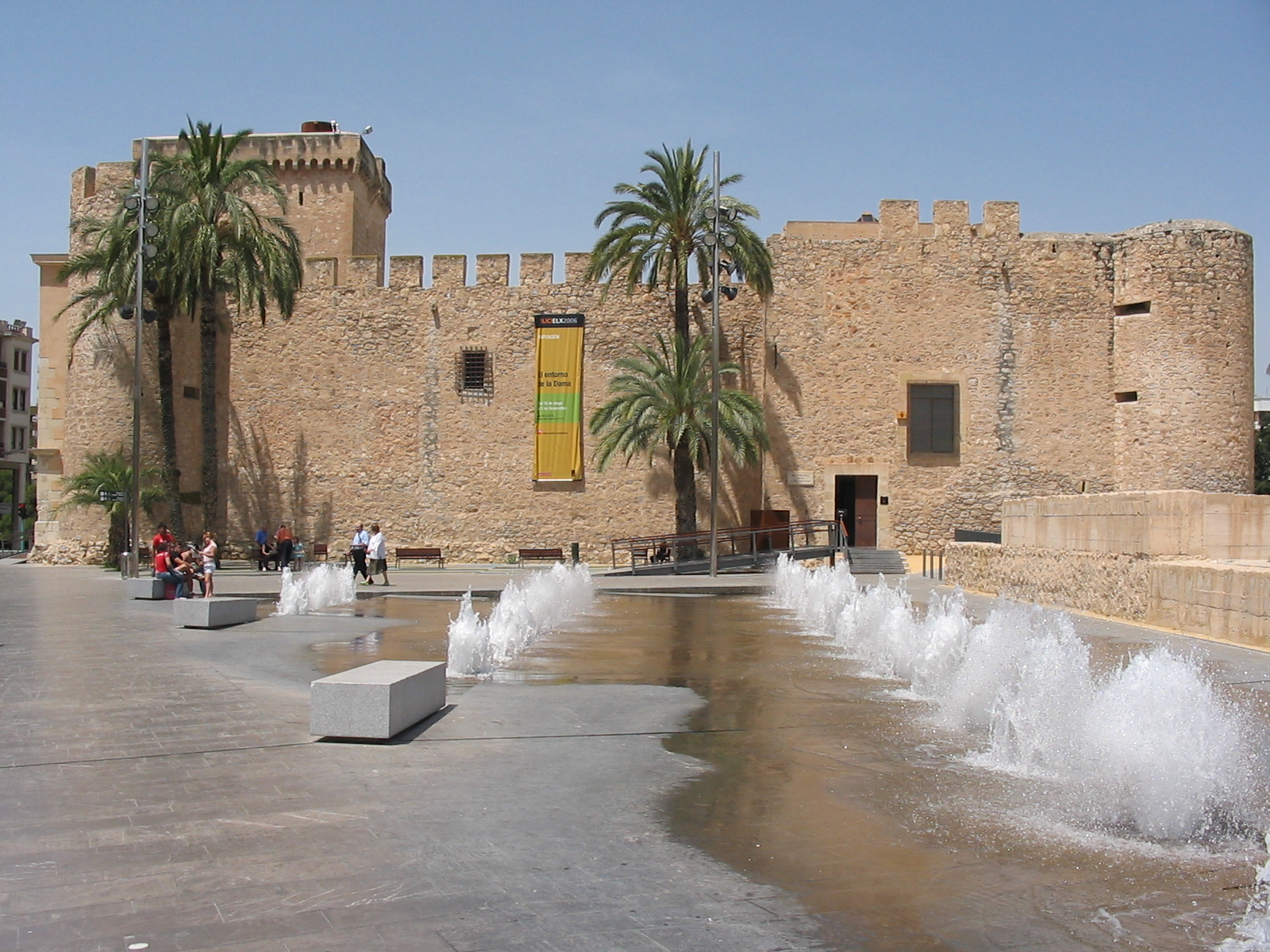
Дворец маркизов де Эльче и герцогов де Македа в городе Эльче, провинция Аликанте.

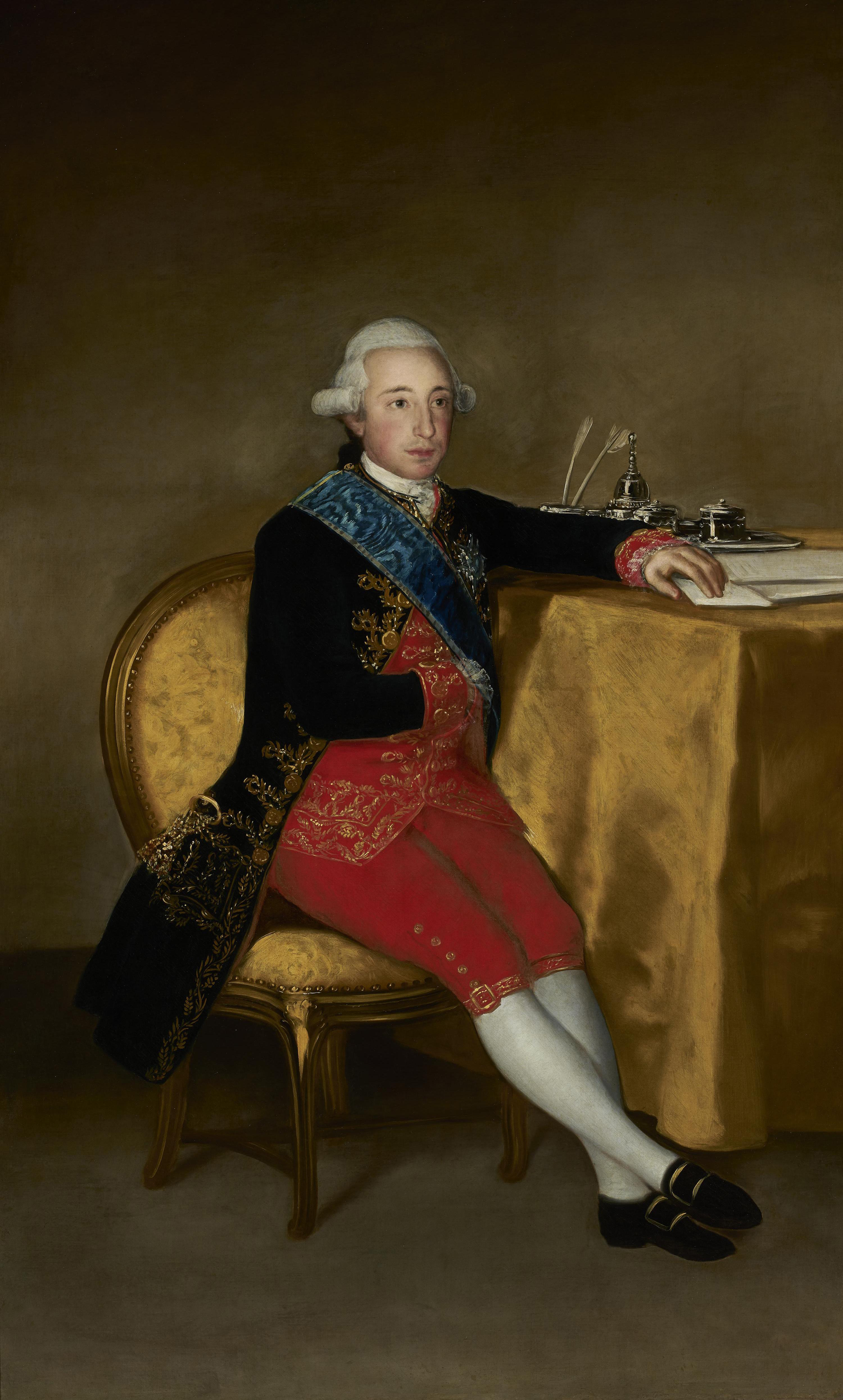
Висенте Хоакин Осорио де Москосо и Гусман (1756—1816), 16-й маркиз де Эльче

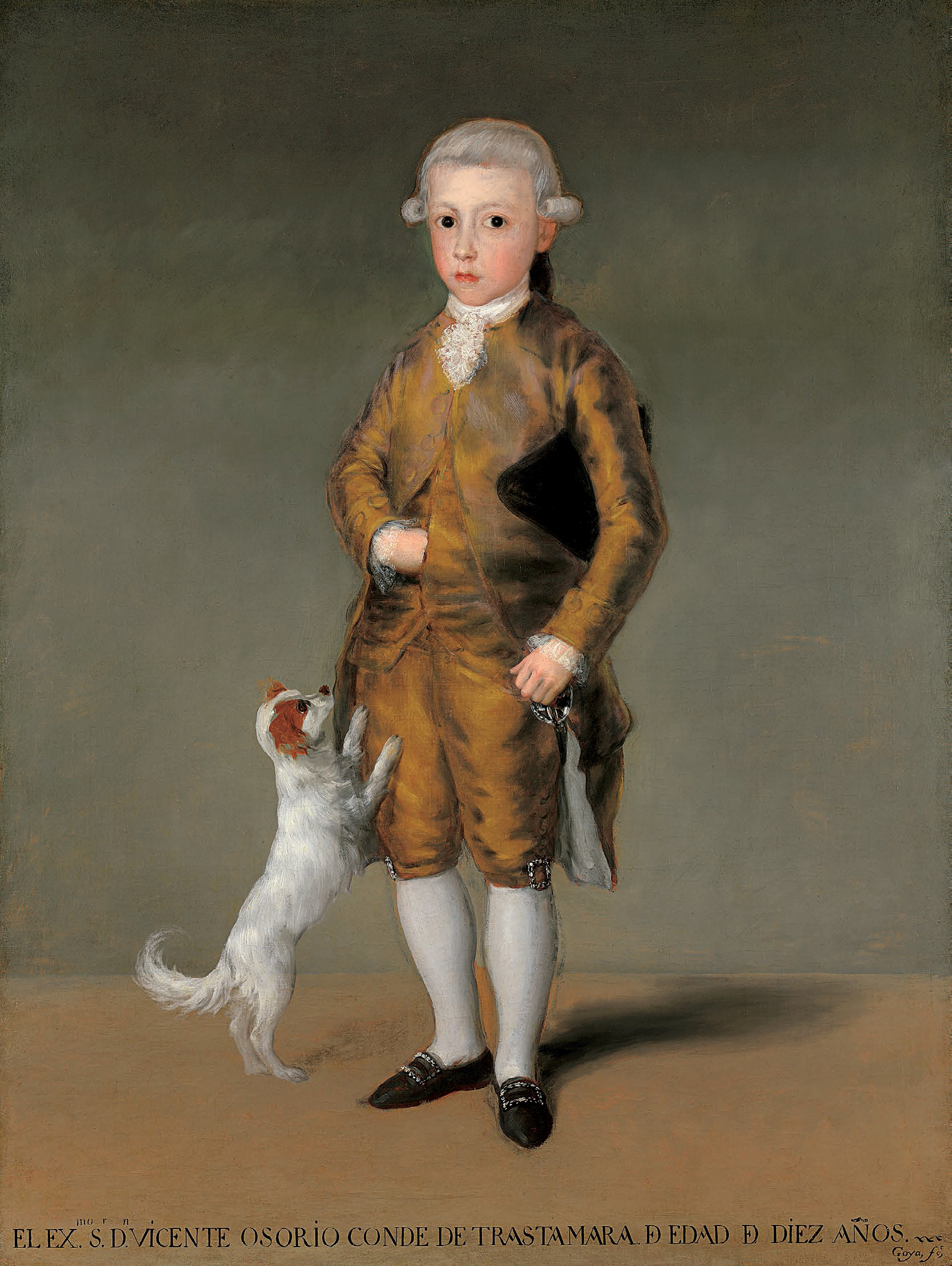
Висенте Изабель Осорио де Москосо и Альварес де Толедо (1777—1837), 17-й маркиз де Эльче

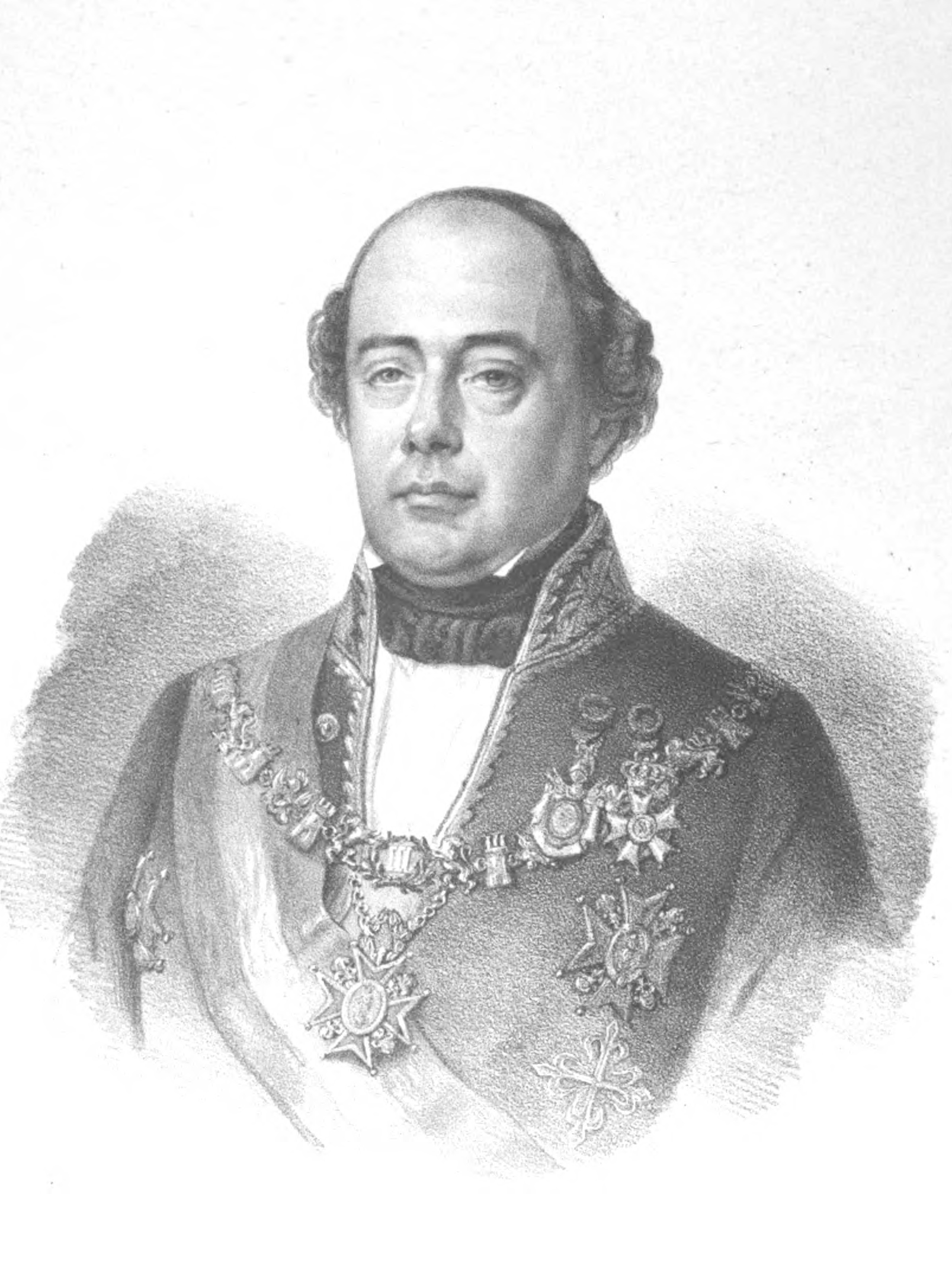
Висенте Пио Осорио де Москосо и Понсе де Леон (1801—1864), 18-й маркиз де Эльче

Маркиз де Эльче — испанский дворянский титул. Он был создан в 1520 году королем Испании Карлосом I для Бернардино де Карденаса и Пачеко, 2-го герцога де Македа.
Название маркизата происходит от названия муниципалитета Эльче, провинция Аликанте, автономное сообщество Валенсия.

## Маркизы де Эльче
|                                                     | Титул                                                   | Период                                              |
| Креация создана королем Испании Карлом I Габсбургом | Креация создана королем Испании Карлом I Габсбургом     | Креация создана королем Испании Карлом I Габсбургом |
| --------------------------------------------------- | ------------------------------------------------------- | --------------------------------------------------- |
| I                                                   | Бернардино де Карденас и Пачеко                         | 1520-1560                                           |
| II                                                  | Бернардино де Карденас Пачеко и Веласко                 | 1560-1560                                           |
| III                                                 | Бернардино де Карденас и Португаль                      | 1560-1599                                           |
| IV                                                  | Бернардино де Карденас и Манрике де Лара                | 1599-1599                                           |
| V                                                   | Хорхе Мануэль де Карденас и Манрике де Лара             | 1599-1644                                           |
| VI                                                  | Хайме Мануэль де Карденас и Манрике де Лара             | 1644-1652                                           |
| VII                                                 | Франсиско Мария де Монсеррат Манрике де Карденас        | 1652-1656                                           |
| VIII                                                | Тереза Антония Манрике де Мендоса                       | 1656-1657                                           |
| IX                                                  | Раймундо де Ланкастр и Карденас Манрике де Лара         | 1657-1666                                           |
| X                                                   | Мария Гуадалупе де Ланкастер и Карденас Манрике де Лара | 1666-1693                                           |
| XI                                                  | Хоакин Понсе де Леон Ланкастер и Карденас               | 1693-1729                                           |
| XII                                                 | Хоакин Каэтано Понсе де Леон и Спинола                  | 1729-1743                                           |
| XIII                                                | Мануэль Понсе де Леон и Спинола                         | 1743-1744                                           |
| XIV                                                 | Франсиско Понсе де Леон и Спинола                       | 1744-1763                                           |
| XV                                                  | Антонио Понсе де Леон и Спинола                         | 1763-1780                                           |
| XVI                                                 | Висенте Хоакин Осорио де Москосо и Гусман               | 1780-1816                                           |
| XVII                                                | Висенте Изабель Осорио де Москосо и Альварес де Толедо  | 1816-1837                                           |
| XVIII                                               | Висенте Пио Осорио де Москосо и Понсе де Леон           | 1837-1864                                           |
| XIX                                                 | Мария Эулалия Осорио де Москосо и Лопес де Ансо         | 1915-1976                                           |
| XX                                                  | Мария дель Перпетуо Сокорро Осорио де Москосо и Рейносо | 1976-1978                                           |
| XXI                                                 | Луис Мария Гонзага де Казанова Карденас и Барон         | 1978-2003                                           |
| XXII                                                | Бальтасар Карлос де Казанова-Карденас и Габсбург-Лорена | 2003-2019                                           |
| XXIII                                               | Пилар Палома де Казанова и Барон                        | 2019 — н.в.                                         |

## История маркизов де Эльче
- Бернардино де Карденас и Пачеко (ок. 1490—1560), 1-й маркиз де Эльче, 2-й герцог де Македа. Старший сын Диего де Карденаса и Пачеко (? — 1542), 1-го герцога де Македа, и Менсии Пачеко и Веласко.
  - Супруга — Изабель де Веласко, дочь Иньиго Фернандеса де Веласко и Мендосы, 3-го герцога де Фриас, 4-го графа де Аро, и Марии де Товар, 1-й герцогини де Торо, 6-й сеньоры де Берланга. Ему наследовал их сын:

- Бернардино де Карденас Пачеко и Веласко (1520—1557), 2-й маркиз де Эльче. Скончался при жизни отца, не унаследовав титула герцога де Македа.
  - Супруга — Хуана де Португаль (1521—1588), дочь Хайме де Браганса, 4-го герцога де Браганса, и Хуаны де Мендосы. Ему наследовал их сын:

- Бернардино де Карденас и Португаль[исп.] (20 марта 1553 — 17 октября 1601), 3-й маркиз де Эльче, 3-й герцог де Македа.
  - Супруга — Луиза Манрике де Лара, 5-я герцогиня де Нахера, 8-я графиня де Тревиньо, 8-я графиня де Валенсия-де-Дон-Хуан, дочь Мануэля Манрике де Лары, 4-го герцога де Нахера. Ему наследовал их старший сын:

- Бернардино де Карденас и Манрике де Лара (18 января 1583—1599), 4-й маркиз де Эльче. Скончался при жизни отца, не унаследовав титул герцога де Македа. Ему наследовал его младший брат:

- Хорхе Мануэль де Карденас и Манрике де Лара (23 апреля 1584 — 30 октября 1644), 5-й маркиз де Эльче, 4-й герцог де Македа, 6-й герцог де Нахера, 8-й граф де Тревиньо, 9-й граф де Валенсия-де-Дон-Хуан.
  - Супруга — Изабель де ла Куэва, дочь Франсиско Фернандеса де ла Куэвы, 7-го герцога де Альбуркерке, 4-го маркиза де Куэльяр. Их брак был бездетным. Ему наследовал его младший брат:

- Хайме Мануэль Манрике де Лара и Карденас (? — 24 июля 1652), 6-й маркиз де Эльче, 5-й герцог де Македа, 7-й герцог де Нахера, 9-й граф де Тревиньо, 10-й граф де Валенсия-де-Дон-Хуан, 1-й маркиз де Бельмонте-де-ла-Вега-Реаль.
  - Супруга — Инес Мария де Арельяно, дочь Фелипе Рамиреса де Арельяно, 7-го графа де Агилар-де-Инестрильяс, и Луизы Манрике. Ему наследовал его единственный сын:

- Франсиско Мария де Монсеррат Манрике де Карденас (? — 1656), 7-й маркиз де Эльче, 6-й герцог де Македа, 8-й герцог де Нахера, 10-й граф де Тревиньо, 11-й граф де Валенсия-де-Дон-Хуан, 2-й маркиз де Бельмонте. Не женат и бездетен. Ему наследовала его двоюродная сестра:

- Тереза Антония Манрике де Мендоса (1615 — 17 февраля 1657), (также известна как Тереза Антония Уртадо де Мендоса и Манрике де Карденас), 8-я маркиза де Эльче, 7-я герцогиня де Македа, 9-я герцогиня де Нахера, 11-я графиня де Тревиньо, 12-я графиня де Валенсия-де-Дон-Хуан, 3-я маркиза де Бельмонте, 7-я маркиза де Каньете, 4-я графиня де ла Ревилья. Дочь Хуана Андеса Уртадо де Мендосы, 5-го маркиза де Каньете, и Марии Манрике, внучка Бернардо де Карденаса, 3-го герцога де Македа.
  - Супруг — Фернао де Фаро, граф де Вимейро (Португалия). Первый брак был бездетным.
  - Супруг — Хуан Антони де Торрес-Португаль и Манрике, 2-й граф де Вильярдомпардо. Второй брак также оказался бездетным.
  - Супруг — Хуан де Борха и Арагон, сын Карлоса де Арагона и Борхи, 2-го графа де Фикальо, и Марии Луизы де Гурреа и Арагон, 7-й герцогини де Вильяэрмоса. Третий брак также был бездетным. Ей наследовал её двоюродный брат:

- Раймундо де Ланкастр и Карденас Манрике де Лара[исп.] (1620 — 6 октября 1666), 9-й маркиз де Эльче, 8-й герцог де Македа, 4-й герцог де Авейро, в Португалии, маркиз де Монтемайор, барон де Ашпе, барон де Планас и барон де Патрайкс. Сын Хорхе де Ланкастра (1595—1632), герцога де Торриш-Новаш, и Анны Марии де Карденас и Манрике де Лары, внук Бернардо Карденаса, 3-го герцога де Македа.
  - Супруга — Клер Луиза де Линь (1640—1684), дочь принца Клода-Ламораля де Линь и графини Марии Клара цу Нассау-Зиген. Их брак был бездетным. Ему наследовала его сестра:

- Мария Гуадалупе де Ланкастр и Карденас Манрике де Лара (1630 — 9 февраля 1715), 10-я маркиза де Эльче, 9-я маркиза де Македа, графиня де Монтемор, 6-я герцогиня де Авейро (Португалия).
  - Супруг — Мануэль Понсе де Леон и Фернандес де Кордова (1633—1693), 6-й герцог де Аркос, маркиз де Сахара, 5-й граф де Касарес, граф де Байлен. Ей наследовал их старший сын:

- Хоакин Понсе де Леон Ланкастр и Карденас (31 июля 1666—1729), 11-й маркиз де Эльче, 10-й герцог де Македа, 7-й герцог де Аркос, маркиз де Сахара 6-й граф де Касарес, 7-й граф де Байлен, маркиз де Монтемайор, барон де Ашпе, барон де Планес и барон де Патрайкс.
  - Супруга — Тереза Энрикес де Кабрера (? — 1716), дочь Хуана Гаспара Энрикеса де Кабреры, 6-го герцога де Медина-де-Риосеко, 10-го графа де Мельгар и 10-го графа де Руэда.
  - Супруга — Анна Мария Спинола и де ла Серда, дочь Карлоса Фелипе Спинолы и Колонны (1665—1721), 4-го маркиза де Бальбасес, и Изабель Марии де ла Серды и Арагон, дочери герцога де Мединасели и герцогини де Кардона. Ему наследовал их сын:

- Хоакин Каэтано Понсе де Леон и Спинола (? — 1743), 12-й маркиз дле Эльче, 11-й герцог де Македа, 14-й герцог де Нахера, 8-й герцог де Аркос, маркиз де Сахара, маркиз де Вильягарсия, 9-й маркиз де Бельмонте, граф де Байлен, граф де Касарес.
  - Супруга — Мария Тереза де Сильва и Мендоса, дочь Хуана де Диос де Сильвы и Мендосы, 10-го герцога дель Инфантадо, 6-го герцога де Пастрана, герцога де Лерма, и Марии Терезы де лос Риос, дочери 3-го графа де Фернан-Нуньес. Их брак был бездетным. Ему наследовал его младший брат:

- Мануэль Понсе де Леон и Спинола (5 мая 1720—1744), 13-й маркиз де Эльче, 12-й герцог де Македа, 15-й герцог де Нахера, 9-й герцог де Аркос, маркиз де Сахара, маркиз де Вильягарсия, граф де Байлен, граф де Касарес. Холост и бездетен. Ему наследовал его младший брат:

- Франсиско Понсе де Леон и Спинола (? — 1763), 14-й маркиз де Эльче, 13-й герцог де Македа, 16-й герцог де Нахера, 10-й герцог де Аркос, маркиз де Сахара, маркиз де Вильягарсия, граф де Байлен, граф де Касарес.
  - Супруга — Мария дель Росарио де ла Серда и Монкада, дочь Луиса Антонио Фернандеса де Кордовы и де ла Серды, 11-го герцога де Мединасели, 9-го герцога де Ферия, 11-го герцога де Сегорбе, 12-го герцога де Кардона, 11-го герцога де Алькала-де-лос-Гасулес, 8-го герцога де Лерма, и его второй жены, Марии Терезы де Монкады и Бенавидес, 7-й маркизы де Айтона. Их брак был бездетным. Ему наследовал его младший брат:

- Антонио Понсе де Леон и Спинола[исп.] (1726 — 14 сентября 1780), 15-й маркиз де Эльче, 14-й герцог де Македа, 17-й герцог де Нахера, 2-й герцог де Баньос, 8-й герцог де Авейро (Португалия), 11-й герцог де Аркос. Ему наследовал потомок Марии де Карденас, дочери 2-го герцога де Македа:

- Висенте Хоакин Осорио де Москосо и Гусман (17 января 1756 — 26 августа 1816), 16-й маркиз де Эльче, 15-й герцог Македа, 8-й герцог Санлукар-ла-Майор, 7-й герцог Медина-де-лас-Торрес, 6-й герцог Атриско, 11-й герцог де Баэна, 13-й герцог Сесса, 12-й герцог де Сома, 16-й маркиз де Асторга, 8-й маркиз де ла Вилья-де-Сан-Роман, 12-й принц де Арасена.
  - Супруга — Мария Игнасия Альварес де Толедо и Гонзага Караччоло (1757—1795), дочь Антонио Марии Хосе Альвареса де Толедо и Переса де Гусмана, 10-го маркиза де Вильяфранка и де лос Велес, и Марии Антонии Доротеи Синфоросы Гонзага и Караччоло.
  - Супруга — Мария Магдалена Фернандес де Кордова и Понсе де Леон (1780—1830), дочь Хоакина Фернандеса де Кордовы, 3-го маркиза де ла Пуэбла-де-лос-Инфантес, и Бригиды Магдалены Понсе де Леон и Давилы. Ему наследовал его сын от первого брака:

- Висенте Изабель Осорио де Москосо и Альварес де Толедо (19 ноября 1777 — 31 августа 1837), 17-й маркиз де Эльче, 16-й герцог де Македа, 11-й герцог  Санлукар-ла-Майор, 8-й герцог Медина-де-лас-Торрес, 7-й герцог Атриско, 12-й герцог де Баэна, 15-й герцог де Сесса, 13-й герцог де Сома и 13-й принц де Арасена.
  - Супруга — Мария дель Кармен Понсе де Леон и Карвахаль (1780—1813), 9-я маркиза де Кастромонте, 5-я герцогиня де Монтемар, 9-я графиня де Гарсиэс, дочь Антонио Марии Понс де Леона Давилы и Каррильо де Альборноса, 4-го герцога де Монтемар, 8-го маркиза де Кастромонте, 5-го графа де Валермосо, 4-го графа де Гарсиэс, и Марии дель Буэн Консехо Карвахаль и Гонзага, дочери Мануэля Бернардино де Карвахаля и Суньиги, 6-го герцога де Абрантес, 5-го герцога де Линарес. Ему наследовал их сын:

- Висенте Пио Осорио де Москосо и Понсе де Леон (22 июля 1801 — 22 февраля 1864), 18-й маркиз де Эльче, 17-й герцог Македа, 10-й герцог Санлукар-ла-Майор, 9-й герцог Медина-де-лас-Торрес, 8-й герцог Атриско, 13-й герцог Баэна, 16-й герцог Сесса, 14-й герцог де Сома и 5-й герцог де Монтемар, 14-й принц де Арасена.
  - Супруга — Мария Луиза де Карвахаль и де Керальт (1804—1843), дочь Хосе Мигеля де Карвахаля Варгаса и Манрике де Лара, 2-го герцога де Сан-Карлос, вице-короля Наварры, и Марии Эулалии де Керальт и Сильвы.

- Мария Эулалия Осорио де Москосо и Лопес де Эмбун (3 июля 1890—1976), 19-я маркиза де Эльче, 16-я герцогиня де Сома, 12-я графиня де Сальтес. Дочь Альфонсо Осорио де Москосо и Осорио де Москосо (1875—1901), 15-го герцога де Сома, и Марии Изабель Лопес Ансо и Хименес де Эмбун (1854 — ?), 3-й баронессы де Ойоса.
  - Супруг — Виктор Телесфоро Руис де Бусеста и Крузат. Ей наследовала:

- Мария дель Перпетуо Сокорро Осорио де Москосо и Рейносо (30 июня 1899 — 20 октября 1980), 20-я маркиза де Эльче, 20-я герцогиня де Македа, 20-я герцогиня де Сесса, 4-я герцогиня де Сантанджело, 20-я маркиза де Асторга, 13-я маркиза дель Агила, 19-я маркиза де Аямонте, 24-я графиня де Кабра, 12-я графиня де Фуэнклара, графиня де Прьего, графиня де Ньева, графиня де Лодоса. Дочь Франсиско де Асиса Осорио де Москосо и Хордан де Уррьес (1874—1952), 19-го маркиза де Асторга, и Марии Долорес де Рейносо и Керальт (1880—1905).
  - Супруг — Леопольдо Барон и Торрес. Ей наследовал её внук, сын Марии де лос Долорес Барон и Осорио де Москосо (1917—1989), 21-й герцогини де Македа, 14-й маркизы дель Агила, 16-й маркизы де Монтемайор, графини де Валермосо, графини де Лодоса, графини де Монтеагудо-де-Мендоса, баронессы де Линьола, и Бальтасара де Казанова-Карденаса и де Феррера:

- Луис Мария Гонзага де Казанова Карденас и Барон (род. 24 апреля 1950), 21-й маркиз де Эльче, «22-й герцог де Македа», 5-й герцог де Сантанджело, граф де Валермосо, граф де Лодоса, граф де Монтеагудо-де-Мендоса, «барон де Линьола»
  - Супруга — Моника де Габсбурго-Лорена (род. 1954), вторая дочь эрцгерцога Отто фон Габсбурга (1912—2011) и принцессы Регины Саксен-Мейнингенской (1925—2010). В 2005 году он был лишен титулов герцога де Македа и барона де Линьола, а в 2011 году эти титулы были переданы его сестре, Марии дель Пилар Паломе де Казанова-Карденас и Барон (род. 1947), 23-й герцогине де Македа, 19-й маркизе де Аямонте, 14-й маркизе де ла Вилья-де-Сан-Роман, 25-й графине де Кабра, графине де Монтеагудо-Мендоса, баронессе де Линьола, которая была замужем за Франсиско Хосе Лопесом Бесеррой де Соле и Мартином де Варгасом. Титул маркиза де Эльче унаследовал его сын:

- Бальтасар Карлос де Казанова-Карденас и Габсбурго-Лорена (род. 17 августа 1981), 22-й маркиз де Эльче. В ноябре 2018 года он был лишен титула маркиза де Эльче.

- Пилар Палома де Казанова и Барон (род. 11 мая 1947), 23-я маркиза де Эльче, 23-я герцогиня де Македа (грандесса Испании), 22-я маркиза де Асторга, 19-я маркиза де Аямонте, 14-я маркиза де ла Вилья-де-Сан-Роман, 26-я графиня де Кабра, графиня де Монтеагудо-де-Мендоса, графиня де Валермосо, баронесса де Линьола.
  - Супруг с 1975 года Франсиско Хосе Лопес Бесерра де Соле и Мартин де Варгас (род. 1948), сеньор де Техада, адвокат. У супругов было трое детей:
    - Соледад Симитрия Лопес Бесерра и Казанова (1976—2009), маркиза де ла Вега де ла Сагра, супруг — Хавьер Линарес и де Медина из дома маркизов де Мехорада.
    - Альваро Лопес де Бесерра и де Казанова (род. 1978), 27-й граф Кабра, 4-й маркиз де Бельфуэрте, 19-й виконт де Иснахар, гранд Испании, супруга — Мария Анна Панкорбо и де Рато, внучка графа Дюкен.
    - Менсия Лопес де Бесерра и де Казанова (род. 1988), маркиза дель Сенете, грандесса Испании, супруг — Франсиско Хавьер Сааведра и Родригес-Поматта.